# Venus (película)
Venus (de título homónimo en España e Hispanoamérica) es un drama protagonizado por Peter O'Toole, Leslie Phillips y Richard Griffiths. Dirigido por Roger Michell. Estrenado el 21 de diciembre de 2006 en Estados Unidos y el 23 de febrero de 2007 en España.

## Argumento
Maurice (Peter O'Toole), Ian (Leslie Phillips) y Donald (Richard Griffiths) son tres jubilados de ya avanzada edad que se reúnen todos los días en su bar preferido para tomar una copa, hablar de sus recuerdos, compadecerse de la situación mundial e intentar dar algo de sentido a su vida antes de morir. La edad ha pasado factura en sus ya débiles cuerpos, sin embargo siguen estando muy ágiles mentalmente. 
Ian, un hombre con incontables manías, está demasiado ansioso por la llegada de la hija adolescente de su sobrina, que viene a prestarle los cuidados propios de su edad. Cuando ésta llega, se da cuenta de que la atrevida Jessie (Jodie Whittaker) es justo lo contrario de lo que esperaba de ella, además es una amante de la comida basura.

## Reparto
- Peter O'Toole (Maurice)
- Leslie Phillips (Ian)
- Richard Griffiths (Donald)
- Vanessa Redgrave (Valerie)
- Jodie Whittaker (Jessie)

## Recepción crítica y comercial
Según la página de Internet Rotten Tomatoes obtuvo un 89% de comentarios positivos, llegando a la siguiente conclusión: "El público acudirá al cine y se fijará de la interpretación digna de Oscar que realiza Peter O'Toole, pero también disfrutará de esta reflexión sobre afrontar la madurez con dignidad e irreverencia."

Destacar el comentario del crítico cinematográfico de Richard Roeper:

"Vaya interpretación de Peter O'Toole."
Richard Roeper.

Según la página de Internet Metacritic obtuvo críticas positivas, con un 82%, basado en 32 comentarios de los cuales los 32 son positivos.
Recaudó 3 millones de dólares en Estados Unidos. Sumando las recaudaciones internacionales la cifra asciende a 7 millones. Su presupuesto fue de 3 millones.

## Premios

### Óscar
| Año  | Categoría   | Persona       | Resultado |
| ---- | ----------- | ------------- | --------- |
| 2007 | Mejor actor | Peter O'Toole | Candidato |

### Globos de Oro
| Año  | Categoría           | Persona       | Resultado |
| ---- | ------------------- | ------------- | --------- |
| 2007 | Mejor actor - Drama | Peter O'Toole | Candidato |

### Premios BAFTA
| Año  | Categoría              | Persona         | Resultado |
| ---- | ---------------------- | --------------- | --------- |
| 2007 | Mejor actor            | Peter O'Toole   | Candidato |
| 2007 | Mejor actor de reparto | Leslie Phillips | Candidato |

### Premios del Sindicato de Actores
| Año  | Categoría   | Persona       | Resultado |
| ---- | ----------- | ------------- | --------- |
| 2007 | Mejor actor | Peter O'Toole | Candidato |

## DVD
Venus salió a la venta el 28 de agosto de 2007 en edición especial en España, en formato DVD. El disco contiene menús interactivos, acceso directo a escenas, subtítulos en múltiples idiomas, tráiler cinematográfico, making of, entrevistas al equipo, ficha técnica y filmografías destacadas. En Estados Unidos salió a la venta el 23 de julio de 2007, en formato DVD. El disco contiene menús interactivos, acceso directo a escenas y subtítulos en múltiples idiomas.

## Localizaciones
Venus se empezó a rodar el 20 de noviembre de 2005 en diversas localizaciones de Reino Unido. Destacando los Ealing Studios, Inglaterra, conocidos lugares de la ciudad de Londres como Trafalgar Square, Covent Garden, National Gallery o el barrio de Hampstead Heath, además de diversos lugares del condado de Kent y Kenwood House.